# Сейф-пакет

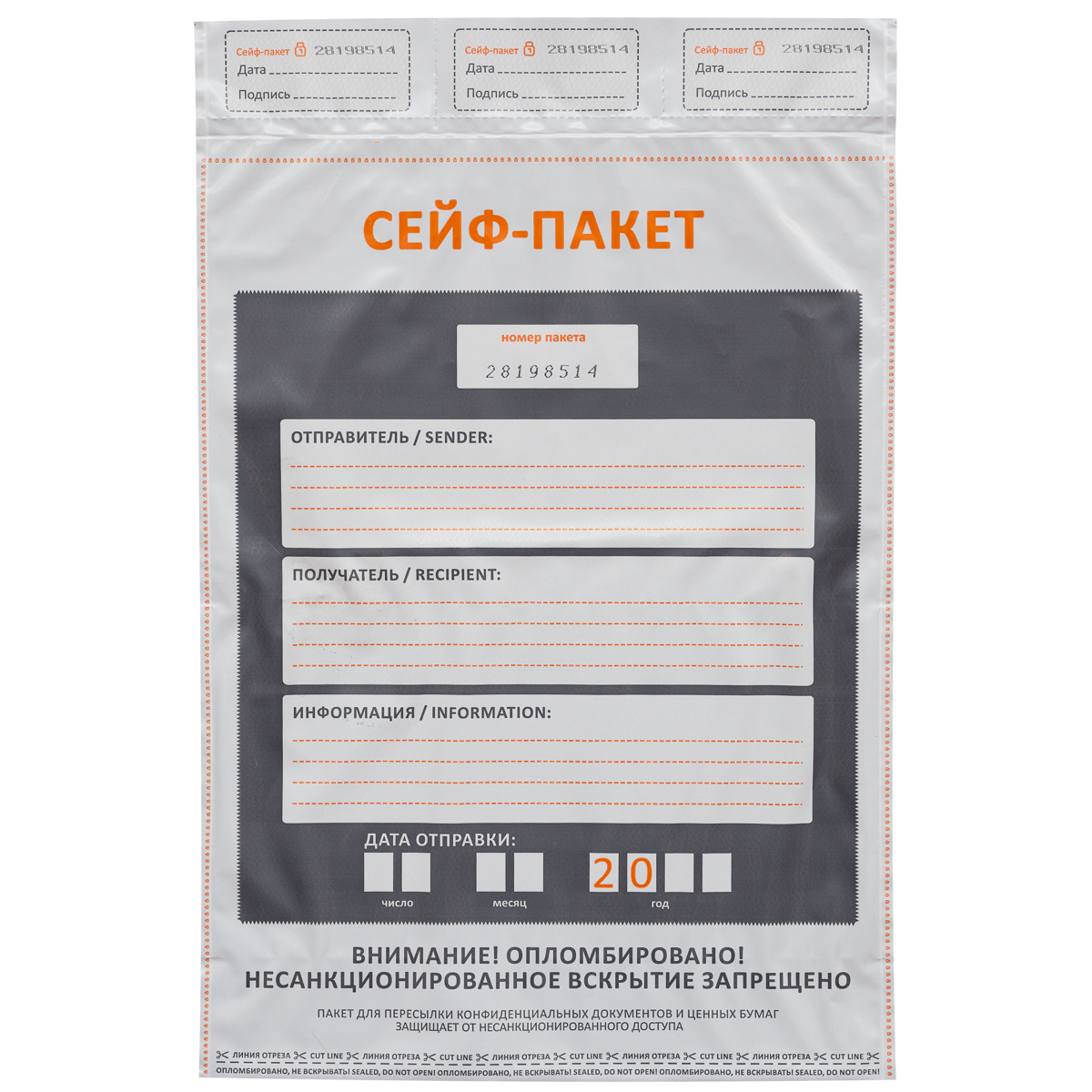
Сейф-пакет, лицевая сторона

Сейф-пакет — это пакет для перевозки и хранения высокоценных грузов, изготовленный путём сложения пленочного полотна (черно-белой или прозрачной пятислойной плёнки толщиной от 50 до 140 мкм) вдвое со сварными швами по бокам с нанесением изображения методом флексопечати.

## Применение
Сейф-пакет является конструкцией одноразового применения за счёт запечатывания его защитной сейф-лентой. При попытке вскрытия сейф-ленты проявляется сигнальная надпись (пример: смотрите справа). Повторно заклеить пакет невозможно.

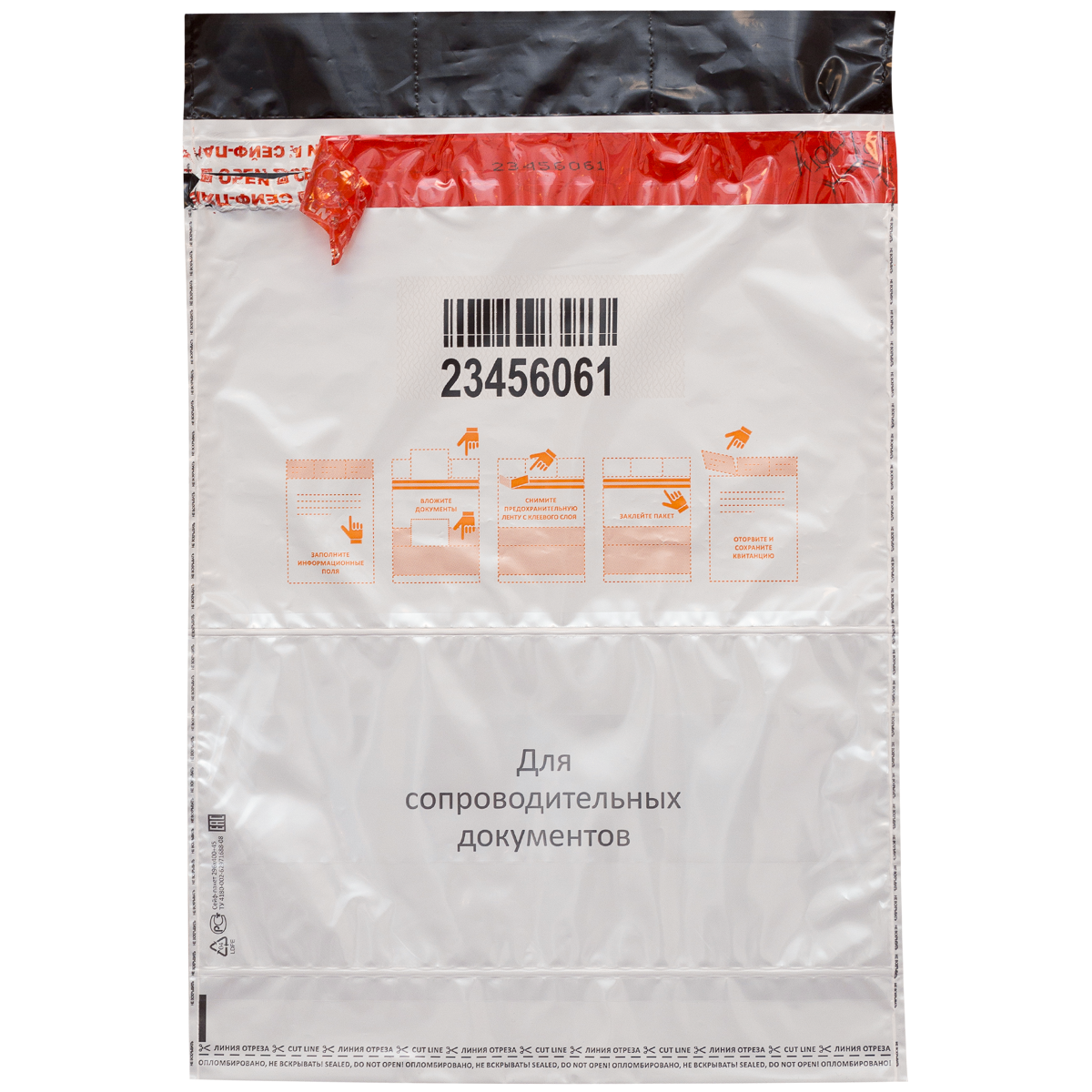
Сейф-пакет после попытки вскрытия

Каждый пакет уникален благодаря индивидуальному цифровому или буквенно-цифровому коду, а также визуальной информации на нём (текст, лого, визуальный дизайн, цвета)
Ввиду идентификационных возможностей, сейф-пакеты применяют для транспортировки ценных грузов, таких как:
- Наличные деньги[1];
- Документация, печати и штампы[2];
- Ювелирные изделия;
- Донорская кровь;
- Товары интернет-ритейлеров;
- Алкоголь и другие жидкости, гели, аэрозоли в рамках Duty Free торговли;
- Улики с места преступления [3];
- Флешкарты с ЭЦП для участия в электронных аукционах;
- Банковские и сим-карты при перевозке;
- Дорогие лекарства;
- Секретные документы государственного масштаба (используется фельдъегерями);
- Пробы и анализы.

### В гражданской авиации
После того, как в рамках ИКАО были введены ограничения на перевозку пассажирами гелей, жидкостей и аэрозолей, одной из легальных возможностей для такой перевозки стала транспортировка указанных субстанций в сейф-пакетах. Поставщики сейф-пакетов в соответствии с письмом ИКАО State letter AS 8/11-07/26 Confidential, от 30 марта 2007 подлежат обязательной регистрации в качестве "известных поставщиков".

### На выборах
Сейф-пакеты применяются на выборах в России после введения многодневного голосования в 2020 г. В конце каждого дня голосования, кроме последнего дня, бюллетени из урн упаковываются в сейф-пакет и об этом составляется акт с фиксацией индивидуального номера пакета. На подсчете голосов сейф-пакеты вскрываются, бюллетени извлекаются из них и подсчитываются. Имеются сообщения наблюдателей о признаках вскрытия сейф-пакетов во время их ночного хранения на некоторых избирательных участках и извлечении из них аномальных пачек бюллетеней с голосами за одних и тех же кандидатов.

## Отличие от курьерского пакета
Определяющий элемент защиты сейф-пакета — высокоадгезивная (клейкая) сейф-лента, которая отсутствует у курьерских пакетов.
Также, в отличие от обычного курьерского пакета, сейф-пакет снабжён такими технологиями, как:
- термоиндикационный слой, интегрированный в клеевой слой сейф-ленты;
- шов для защиты сейф-пакета от подрезания;
- микрошрифты;
- уникальные индикационные знаки (QR-код и/или штрих-код).

## Стандартизация
В России, СНГ и Грузии изготовление защитных элементов сейф-пакетов определяется межгосударственным стандартом ГОСТ 31283-2004 Пломбы индикаторные. Общие технические требования.